# زهرة الحواشي الرمادية
زهرة الحواشي الرمادية (باللاتينية: Veronica cinerea) نوع نباتي يتبع جنس زهرة الحواشي من الفصيلة الحملية. كانت تصنف سابقًا ضمن الفصيلة الغدبية.

## الموئل والانتشار
موطنها المشرق العربي وتركيا.